# Anne-Fatoumata M'Bairo
Anne-Fatoumata M'Bairo (Tolón, 8 de mayo de 1993) es una deportista francesa que compite en judo. En los Juegos Europeos de Minsk 2019 consiguió una medalla de bronce en la prueba de equipo mixto.

## Palmarés internacional
| Juegos Europeos | Juegos Europeos     | Juegos Europeos   | Juegos Europeos |
| Año             | Lugar               | Medalla           | Categoría       |
| --------------- | ------------------- | ----------------- | --------------- |
| 2019            | Minsk (Bielorrusia) | Medalla de bronce | Equipo mixto    |